# Смеречанський Іван Валерійович
Іва́н Вале́рійович Смереча́нський — підполковник Збройних сил України, військовий льотчик, учасник російсько-української війни, що відзначився у ході російського вторгнення в Україну. Повний кавалер ордена «За мужність».

## Життєпис
Народився у м. Чортків Тернопільської області. Батько Івана Смеречанського працював авіаційним техніком, що вплинуло врешті на вибір майбутньої професії.
У 2011 вступив до Харківського національного університету Повітряних сил імені Івана Кожедуба, який успішно закінчив у 2016. Після чого був направлений служити до Івано-Франківська в 114-ту бригаду тактичної авіації.
Перший бойовий вилі здійснив під час АТО на сході України на початку 2017 року.
З початку російського вторгнення в Україну служить льотчиком у складі 114 БрТА. Пілот МіГ-29; льотчик 2-го класу; має понад 200 бойових вильотів. Брав участь в обороні Харківщини, Київщини, згодом — у Херсонському контрнаступі та операціях на Сході України.

## Нагороди
- Орден «За мужність» I ступеня (2 лютого 2024) — за особисту мужність, виявлену у захисті державного суверенітету та територіальної цілісності України, самовіддане виконання військового обов'язку[3];
- орден «За мужність» II ступеня (4 серпня 2023) — за особисту мужність, виявлену у захисті державного суверенітету та територіальної цілісності України, самовіддане виконання військового обов'язку[4];
- орден «За мужність» III ступеня (30 грудня 2022) — за особисту мужність і самовіддані дії, виявлені у захисті державного суверенітету та територіальної цілісності України, вірність військовій присязі[5].